# 1948년 체코슬로바키아 쿠데타
1948년 체코슬로바키아 쿠데타는 1948년 2월 말 소련의 지원을 받은 체코슬로바키아 공산당(KSČ)이 쿠데타를 통해 체코슬로바키아 정부를 장악한 사건이다. 이 쿠데타를 통해 체코슬로바키아에서 40년간의 공산당 통치가 시작되었다.
체코슬로바키아 공산당은 전쟁 이전 체코슬로바키아가 재건된 이후 한동안 많은 인기를 얻었다. 1946년 체코슬로바키아 총선에서 제1당으로 승리한 공산당은 에드바르트 베네시 대통령의 요청으로 체코 공산당 당수인 클레멘트 고트발트가 총리가 되어 연립정부를 구성했다. 하지만 1947년 여름부터 공산당의 인기가 크게 떨어졌고 1948년 5월 예정되었던 선거에서 당이 완패할 것으로 예상되었다. 프랑스 공산당과 이탈리아 공산당의 선거 실패와 함께 이오시프 스탈린은 체코슬로바키아를 지키기 위해 고트발트에게 권력을 장악하라는 명령을 내리게 되었다.
1948년 2월 21일 12명의 비공산계 장관이 공산당의 권력 장악 시도에 항의하며 사임했다. 이들은 고트발트가 경찰을 공산주의자로 채우는 일을 멈추지 않고 있으며, 고트발트가 이에 물러나기를 기대했다. 하지만 고트발트는 베네시 대통령이 공산당 중심 내각을 임명하지 않으면 총파업을 하겠다고 위협했다. 무장한 공산당 민병대와 경찰이 프라하를 점령하고 대규모 시위가 일어났다. 2월 25일 내전과 소련의 개입을 두려워 한 베네시 대통령이 항복하고 공산당의 요구에 따라 신내각 구성을 허용했다. 공산당은 쿠데타 이후 권력을 공고화했다. 체코슬로바키아 의회는 5월 9일 체코슬로바키아를 "인민민주주의 국가"로 선포하는 신헌법을 통과시켰다. 5월 30일 열린 총선에서는 단일 후보 명단만 유권자가 투표할 수 있었으며 공산당이 압승했다. 6월 2일 베네시는 대통령에 사임하고 12일 뒤 고트발트가 대통령을 승계받았다. 베네시는 9월에 사망하여 일련의 사건들을 상징적으로 마무리했으며, 인기 지도자와 그가 상징하게 된 민주주의의 죽음을 애도하기 위해 모인 엄청난 수의 침묵하는 군중 앞에서 묻혔다.
체코슬로바키아의 쿠데타는 본격적인 냉전으로 넘어가는 길목이 국가 범위를 넘어섰다는 분명한 표식이라는 의미를 가졌다. 이 사건은 서방 세계를 놀라게 했고 수백만 명에게 동유럽에서 마지막으로 남은 자유민주주의 국가가 사라진 것에 대한 큰 충격으로 다가왔다. 서방 세계는 10년 만에 두 번째로 체코슬로바키아의 독립과 민주주의가 작은 나라를 지배하려는 외국 전체주의 독재 정권에 의해 짓밟히는 것을 목격했다 (비록 1938-39년과는 달리 이번에는 KSČ가 대부분의 "더러운 일"을 처리했지만 말이다). 소련은 소비에트 블록 형성을 완료하고 유럽 분할을 끝낸 것처럼 보였다. 이는 소련과 거래하려는 시도가 어리석다는 확신을 가진 사람들의 소련 권력에 대한 비관적인 평가를 정당화하고 결정적으로 굳히는 역할을 했다. 쿠데타의 영향은 서유럽과 미국 모두에게 깊었고, 서방 국가들이 공산주의 블록에 대항하여 단결하는 데 도움이 되었다. 이 사건은 프랑스와 이탈리아 정부가 1년 전에 자국 공산당을 정부에서 축출한 결정이 선견지명이 있었음을 입증하는 계기가 되었다.
게다가 이 사건은 서독 지역에 국가를 세우려는 소련의 움직임에 결정적으로 찬물을 끼얹었고, 이듬해 브뤼셀 조약 체결을 촉진하며 마셜 플랜을 신속하게 채택하고 프랑스, 그리스, 특히 이탈리아에서 공산당 집권을 막기 위한 준군사적 조치가 이뤄졌으며 1년이 조금 지나 NATO가 설립되면서 1989년 혁명까지 철의 장막이 세워지는 계기가 되었다. 1948년 초까지 서방과 소련 대표들은 외무장관급 정례 회의를 통해 소통했으나, 체코슬로바키아 쿠데타는 양대 강대국 관계의 최종적인 단절을 의미했으며, 서방은 이제 집단적 자위권에 전념하겠다는 의지를 표명했다. 3월 초까지 이전에 망설이던 프랑스조차 특정 상황에서 지원을 약속하는 구체적인 군사 동맹을 요구했다.
소련의 관점에서 볼 때 쿠데타는 최악의 시기에 발생했다. 프라하의 정부 위기는 2월 20일부터 27일까지 지속되었는데, 이는 서방 외무장관들이 런던에서 회의를 하고 있던 시점이었다. 서방의 관점에서 쿠데타는 가장 받아들일 수 없는 형태의 공산주의의 예시였다. 소련은 서방에게 무자비한 확장과 자유 억압에 열중하는 것처럼 보였다.

## 배경

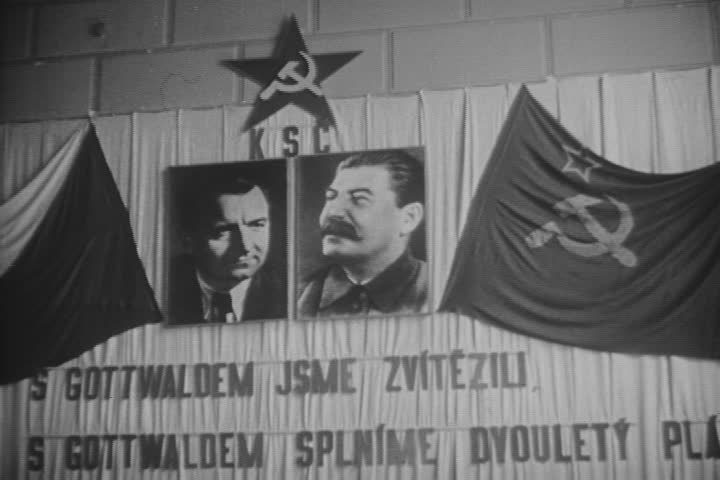
1947년 체코슬로바키아 공산당 회의에 참여한 클레멘트 고트발트와 이오시프 스탈린의 초상화. 아래 쓰여진 슬로건은 "고트발트와 함께 우리는 승리했고, 고트발트와 함께 우리는 2개년 계획을 달성할 것이다!"이다.

제2차 세계 대전 이후 체코슬로바키아 공산당은 유리한 위치에 있었다. 1920년대부터 체코슬로바키아 정계에 미친 강력한 영향력에 전시에서는 깨끗한 역사에 비공산 정당과의 협력, 체코의 해방자 중 하나인 소련의 대변자라는 역할, 서방의 눈치를 보지 않고 국가의 주요 정치세력이 되겠다는 의지(이탈리아와 프랑스 공산당도 이러한 전략을 따름), 나치 통치에 대한 대중의 반대, 진정한 변화에 대한 갈망, 소련 영향권 안에 살아간다는 새로운 정치 현실이 맞물려 1945년 4만명이었던 당원이 1948년에는 135만명으로 급증했다. 게다가 소련은 체코슬로바키아를 서독과 국경을 접해 있고 야히모프 주변에 우라늄 매장지가 있어 전략적 요충지로 여겼다.
이럼에도 체코슬로바키아 공산당의 당수 클레멘트 고트발트는 1945년 "유리한 상황이지만 다음 목표는 소비에트나 사회주의가 아니라 정말 철저한 민족혁명을 수행하는 것"이라고 말하며 대중의 강한 반독 감정을 이용해 체코슬로바키아의 민주주의적 전통(자신을 토마시 가리크 마사리크의 제자라고 칭하기도 함)과 체코인 민족주의를 자신의 당과 연계시켰다. 전후 초기에는 국민전선이라는 연합을 통해 타 정당과 협력하면서 공산당은 체제 내에서 활동할 의향을 보였다.
그 결과 1946년 체코슬로바키아 총선에서 체코슬로바키아 공산당과 슬로바키아 공산당은 38%의 득표율을 기록했다. 이는 자유 선거에서 유럽 공산당이 거둔 역대 최고 성적이며 이듬해 소련 영향권에서 유일하게 자유롭고 공정하게 치러진 전후 선거에서 헝가리 공산당이 거둔 22%의 득표율(1947년 헝가리 총선)보다 훨씬 높았다. 공산주의자는 아니었지만 소련과의 협력에 매우 호의적이었고 연합국의 견제를 희망했던 에드바르트 베네시 대통령은 고트발트를 총리로 지명했다. 내각은 비공산계 17명, 공산당계 9명으로 여전히 비공산주의자가 다수였지만 공산당은 초기에 경찰과 군대를 장악했고 선전, 교육, 사회복지, 농업 등 다른 주요 부처를 장악했으며 곧 공무원 조직도 장악했다.
하지만 1947년 여름 들어 체코슬로바키아 공산당은 잠재적 유권자층에게 인기가 급락했다. 공산당원인 바츨라프 노세크 내무장관이 이끄는 경찰의 활동은 많은 시민들에게 큰 불쾌감을 주었으며 농민들은 농업 집산화 정책에 반발했고 일부 노동자들은 임금을 더 많이 주지 않고 생산량을 늘리라는 공산당의 요구에 반대했다. 대부분은 1948년 5월 예정된 총선에서 공산당이 완패할 것이라고 예상했다. 1947년 9월 열린 제1회 코민포름 회의에서 안드레이 즈다노프는 소련의 승리가 "아직 권력투쟁이 미결인 체코슬로바키아를 제외한 모든 동유럽 땅에서 부르주아지에 대한 노동계급의 완전한 승리"를 달성하는 데 도움을 주었다고 평가했다. 이는 체코슬로바키아 공산당이 완전한 권력을 장악하기 위한 자체적인 노력을 더욱 가속해야 한다는 걸 분명히 암시했다. 이런 생각은 프라하의 봄 시기 당 보관소 내 기록이 공개되면서 더욱 확고해졌는데, 이는 이오시프 스탈린이 1947년과 1948년 이탈리아와 프랑스 공산당이 집권에 실패하자 체코슬로바키아에서 의회주의적 방향을 포기한 사실을 보여준다.
이 회의에서는 체코슬로바키아 공산당의 2인자인 루돌프 슬란스키 총서기가 공산당을 대표에 참석했다. 슬란스키는 최종적인 권력 장악을 위한 계획을 가지고 프라하로 복귀했다. 슬란스키는 "국제 전선에서와 마찬가지로 국내 전선에서도 공세에 나서야 한다"고 말했다. 공산당은 두 가지 전략을 추구했다. 당은 외관상 선거로 이루어진 정치 체제 내에서 활동해야 했기 때문에 혁명적인 '쿠데타'는 용납이 불가능함을 알고 있었다. 1948년 선거에서 공산당이 절대 과반을 얻기 원했으나 좌파 연합의 분열로 이는 비현실적인 목표였다. 이 때문에 공산당은 의회를 나와 행동했다. "민중의 의지를 표현"하기 위한 '자발적인' 시위를 조직하고 노동자 대표단의 지속적인 의회 방문으로 "대중 동원"을 보장했다.

## 쿠데타
1947년에서 1948년 사이 겨울 동안 내각과 의회에서 공산주의자와 그 반대파 사이 긴장은 점점 더 격렬한 갈등으로 이어졌다. 1948년 2월 노세크가 경찰 내에 남은 비공산주의 세력을 불법적으로 숙청하러 시도하며 권한을 확대하자 문제가 최고조에 달했다. 존 그랜빌은 보안국과 경찰이 공산당의 도구로 변질되어 시민의 기본적 자유를 위협했다고 말했다.
2월 12일 내각의 비공산계는 정부 내 공산주의자의 처벌과 체제 전복을 그만할 것을 요구했다. 고트발트의 지원을 받은 노세크는 양보를 거부했다. 노세크와 동료 공산주의자는 무력을 사용하겠다고 위협했고 의회에서의 패배도 막기 위해 전국에서 지지자들을 규합했다. 2월 21일 내각의 과반수 찬성에도 불구하고 노세크가 비공산계 고위 경찰관료 8명의 복직을 거부하자 12명의 비공산계 장관이 이에 항의하며 사임했다. 대부분의 장관은 자리를 지켰고, 체코 사회민주당 당수 즈데네크 피에를린게르는 공산당에 대한 지지를 공개적으로 밝혔다.
비공산계는 베네시가 그들의 사임을 거부하고 임시 정부를 유지함으로써 공산당을 당황하게 만들어 양보하게 만들 것이라고 예상했다. 그러나 고트발트가 공산당이 장악한 정부를 임명하지 않으면 총파업을 하겠다고 위협했다. 긴장감이 고조되고 전국적으로 대규모 공산당 주도 시위가 벌어지는 분위기 속에서 베네시는 KSČ가 반란을 선동하여 붉은 군대에게 국가를 침공하고 질서를 회복할 구실을 줄 것을 두려워하여 이 문제에 대해 중립을 유지하기로 결정했다.
그랜빌의 의견에 따르면, 베네시가 입장을 고수했다면 공산당은 정부를 구성할 수 없었을 것이다. 역사가는 위기를 해결할 수 있는 비폭력적인 방법은 두 가지뿐이었다고 믿었는데, 하나는 비공산계에게 양보하거나, 다른 하나는 KSČ가 조작할 시간이 부족했을 조기 선거에서의 패배를 감수하는 것이었다. 비공산계는 이를 기회의 순간으로 보았고, 공산당이 경찰에 대한 전적인 통제를 확보하고 선거 절차를 위협하기 전에 신속하게 행동해야 했다.
동시에 비공산계 장관들은 이것이 단지 1939년 이전의 구식 정부 위기인 것처럼 행동하는 듯 보였다. 그들은 공산당이 아래로부터 총체적인 권력을 장악하기 위해 동원하고 있다는 것을 몰랐다. 1945년부터 1947년까지 체코슬로바키아 주재 소련 대사를 지낸 소련 외무부 차관 발레리안 조린이 쿠데타의 최종 준비를 돕기 위해 프라하로 돌아왔다. 무장 민병대와 경찰이 프라하를 점령하고 공산당 시위가 벌어졌으며 반공 학생 시위가 진압되었다. 비공산계 장관의 부처는 점령되었고, 공무원들은 해임되었으며, 장관은 자신의 부처에 들어가는 것이 저지되었다. 국방장관 루드비크 스보보다가 지휘하는 군대는 막사에 갇혀 간섭하지 않았다. 스보보다는 공식적으로는 무소속이었지만 장교단에 공산주의자들이 침투하는 것을 용이하게 했다.
공산당 "행동 위원회"와 노동 조합 민병대가 신속하게 조직되고 무장되어 거리로 보내졌으며, 반공주의자들을 숙청하기 위한 준비도 마쳤다. 이들 10만 명 앞에서 고트발트는 베네시가 공산당 중심 정부를 구성하는 데 동의하지 않으면 총파업을 하겠다고 위협했다. 조린은 한때 국경에 주둔한 붉은 군대의 지원을 제안했다. 그러나 고트발트는 폭력의 위협과 강력한 정치적 압박만으로도 베네시가 항복하도록 만들기에 충분할 것이라고 믿고 이 제안을 거부했다. 쿠데타 후 그가 말했듯이 베네시는 "힘이 무엇인지 알았고, 이것이 그가 [상황]을 현실적으로 평가하도록 이끌었다"고 했다. 또한 역사가 이고르 루케스에 따르면, 베네시는 1945년 이후 건강이 좋지 않았고 1948년에는 KSČ의 "거친, 야수같은 선수들"에 맞설 감정적, 육체적 체력이 없는 "껍데기 같은 사람"이었다.
1948년 2월 25일, 내전과 소련의 개입을 두려워한 베네시는 항복했다. 그는 비공산계 장관들의 사임을 수락하고 KSČ의 요구에 따라 신정부를 임명했다. 고트발트는 25명의 구성원(공산주의자 13명, 비공산주의자 12명)으로 이루어진 새로운 정부의 총리로 계속 재임했다. 사실상 신정부는 공산주의자와 친소 사회민주당원들이 장악했다. 사회민주당 당수 피에를린게르는 오랫동안 공산주의자와의 긴밀한 관계를 주장해왔으며, 위에서 언급했듯이 분쟁 동안 공산주의자들 편에 공개적으로 섰다. 인민당, 체코 국민사회주의자당, 슬로바키아 민주당의 당원도 여전히 참여했으므로 정부는 여전히 명목상 연정이었다. 그러나 이는 더 이상 진정한 의미의 연정이 아니었다. 다른 정당은 공산주의 지지자에게 장악되었고, 이 명칭을 사용하는 장관들은 공산주의자가 직접 선정한 동조자였다. 공산주의자도 동조자도 아닌 유일한 고위 장관은 외무장관 얀 마사리크였는데, 그는 2주 후 3층 창문 밖에서 떨어져 사망한 채 발견되었다. 일부 친구와 지지자들은 마사리크가 절망하여 자살했다고 믿었다. 그러나 그가 실제로 창문 밖으로 던져져 죽었다는 오랜 서방의 의혹이 현재까지 남아 있으며, 2021년에 종결된 조사에서도 살인, 사고 또는 자살 모두 가능하다고 판정했다.
쿠데타 이후 공산주의자는 신속하게 권력을 공고히 했다. 수천 명이 해고되고 수백 명이 체포되었다. 수천 명이 공산주의 하에 사는 것을 피하기 위해 나라를 떠났다. 2년 전 자유롭게 선출된 국민의회는 신속하게 방침을 따랐고 3월에 고트발트의 개편된 정부에 대한 신임 투표를 실시했다. 230 대 0의 결과는 만장일치였지만, 9명의 국회의원은 쿠데타 이후 사임했다.
5월 9일, 새 헌법이 의회에서 승인되었고, 체코슬로바키아를 "인민민주주의 국가"로 선포했다. 비록 이것이 완전히 공산주의가 되었다는 문서가 아니었지만(실제로 KSČ는 언급조차 되지 않았다), 소련 모델과 충분히 유사하여 베네시는 서명을 거부했다. 5월 30일 열린 총선에서는 유권자들에게 국민전선 단일 후보 명단만 제시되었고, 공식적으로 89.2%의 득표율을 얻었다. 국민전선 명단 내에서 공산주의자는 214석(본당 160석, 슬로바키아 지부 54석)으로 절대 과반을 확보했다. 이 의석은 그해 말 사회민주당이 공산당과 합병하면서 더욱 커졌다. 1946년 선거에 참여했던 거의 모든 비공산당 정당도 국민전선 명단 내에 포함되어 의석을 얻었다. 그러나 이 시점에 이르러 이들은 모두 공산주의자의 충실한 동반자로 변모했으며, 이들 정당의 독립적인 소수의 구성원은 투옥되거나 망명했다. 국민전선은 공산주의자가 장악한 광범위한 애국 조직으로 전환되었고, 그 외의 어떠한 정치 단체도 금지되었다. 이러한 사건에 지친 베네시는 6월 2일에 사임했고 12일 후에 고트발트가 그의 뒤를 이어 대통령에 올랐다.

## 영향

### 미국
미국은 즉각 반응했다. 미국 하원에서는 마셜 플랜에 대한 반대 기류가 형성되고 있었지만 쿠데타에 충격받은 대중의 반응에 따라 미 하원은 첫 해 50억$ 가량의 지원 계획을 신속하게 승인했다.
체코 쿠데타가 발생하기 전까지 워싱턴의 중점은 주로 트루먼 독트린과 마셜 플랜, 그리고 이를 뒷받침하는 방패로서의 핵무기에 대한 의존을 통해 공산주의를 경제적으로 봉쇄하는 데 있었다. 해리 S. 트루먼 대통령은 1946년과 1947년에 미국 국민이 대규모 재래식 무기 증강이나 소련과의 대결을 준비하지 않았다는 것을 이해했다. 그는 군사 예산을 극적으로 늘리는 것을 꺼렸고 대신 점진적이고 균형 잡힌 증강을 선택했다. 마셜 플랜에 막대한 금액을 지출할 것으로 예상하고 연간 국방 예산을 150억 달러 이하로 유지하려 했다.
그러나 쿠데타는 미국의 재래식 전력의 한계와 핵무기에 대한 과도한 의존을 드러냈다. 프라하 위기 당시 장비가 부실하고 훈련이 제대로 되지 않은 약 10개 미국 및 서유럽 사단이 30개 이상의 소련 사단에 맞서고 있었다. 미국 국방부가 미국의 핵무기 보유량과 이를 사용할 공군력이 현저히 부족하다고 불평한 것을 고려하면, 미국이 유럽에서 신뢰할 만한 군사적 억지력이 부족하다는 것이 명확해졌다.
체코슬로바키아 쿠데타는 미국 군사 예산에 대한 논의의 전체적인 분위기를 바꾸었다. 이는 펜타곤의 상당한 군사 예산 증액 로비를 촉발하는 데 일조했으며, NSC는 서유럽 연합에 대한 군사 지원을 포함한 소련 블록에 대한 "전 세계적인 반격"을 요구했다. 트루먼은 3월 17일 긴급 전국 라디오 연설로 위기에 대응했는데, 전년도에 만료되었던 징병제의 재개를 요구했다. 또한 트루먼은 보편적 군사 훈련(UMT) 프로그램에 대한 의회 승인을 구했다. 그는 미국의 군사 태세가 강력하며 이러한 군비 확장을 통해 필요하다면 미래에 대규모 재무장을 할 준비가 되어 있다는 의지를 소련에 알리려 했다. 의회는 UMT를 거부했지만 징병제 재개와 공식 요구보다 25% 더 큰 70개 비행대 병력 유지를 위한 예산은 통과시켰다.
그럼에도 불구하고 1948년 초의 위기 같은 분위기에 대응한 미국 외교 정책의 변화는 실질적이라기보다는 상징적이었다. 유럽의 새로운 안보 협정에 대해 협의하려는 미국의 의지는 소련 의도에 대한 변화된 평가나 서유럽 방어 부담의 더 큰 몫을 떠맡을 준비의 산물이 아니었다. 오히려 체코슬로바키아에서의 쿠데타와 그에 뒤따른 짧지만 격렬한 전쟁 공포의 영향을 완화하기 위한 전술적 기동이었다.
그 결과, 전쟁 발생 시 미군이 완전히 무방비 상태로 놓이지 않도록 일련의 즉각적인 조치가 뒤따랐다. 더 중요했던 것은 미국 관리들이 유럽 동료들의 초조함을 이제 얼마나 세심하게 다루었는지 하는 점이었다. 미국인은 이제 유럽의 사기를 진작하고 널리 퍼진 불안감을 완화하기 위한 조치를 취하는 데 더 적극적으로 움직였다. 쿠데타와 이후 6월의 베를린 봉쇄는 유럽인을 미국 체계에 묶어두기 위해 지속적인 안전보장이 필요하다는 것을 분명히 보여주었다. 따라서 미군의 재동원이 시작되었다.
실제로 쿠데타 이후 소련과 서방 간의 전쟁 공포는 최고조에 달했다. 3월 5일, 루시어스 D. 클레이 장군은 베를린에서 전쟁 가능성을 알리는 불안한 전보를 보냈다. "지난 몇 주 동안 소련 태도에 미묘한 변화를 느꼈는데, 이를 정의할 수는 없지만 이제 극적으로 갑자기 올 수도 있다는 느낌을 줍니다." 오마 브래들리 장군은 나중에 워싱턴에서 클레이의 "우울한 평가"를 읽고 "의자에서 벌떡 일어섰다"고 썼으며, 조지 케넌은 쿠데타와 전보가 결합하여 "진정한 전쟁 공포"를 조성했으며, 그곳에서 "군부와 정보 기관"이 "가장 개탄스러운 방식으로 과잉 반응했다"고 썼다. 불과 일주일 후, 미국 합동참모본부는 재무장과 징병제 복원을 권고했다.
실제로 클레이의 경고는 소련이 유럽에서 전쟁을 시작할 의도에 대한 확실한 증거보다는 육군 정보부장 스티븐 체임벌린 중장이 의회가 군사 준비에 더 많은 예산을 지출하도록 설득할 자료 요청과 더 관련이 있었다. 그럼에도 불구하고 2월과 3월 유럽에서도 "대륙의 거리와 카페에서 전쟁이 일상적으로, 심지어 차분하게 논의되고 있었다"는 공포가 있었다. 이 공포는 2월 27일 스탈린이 핀란드에게 상호 지원 조약 체결을 제안하여 핀란드가 다음 도미노가 될 것이라는 예상을 한 보도로 더욱 심화되었으며, 노르웨이에게도 관련 조약에 대한 압력이 가해졌다.
일반적인 경각심 속에서도 낙관적인 목소리도 나왔다. 트루먼 행정부는 몇 달 전 체코슬로바키아를 소련의 위성 국가 정도로 치부했다. 1947년 11월 마셜 미 국무장관은 내각 회의에서 소련이 체코슬로바키아를 "순전히 방어적인 움직임"으로 단속하여 동유럽에 대한 통제를 곧 강화할 것이라고 말했고, 마닐라에서 케넌은 소련이 공격 준비가 아니라 방어를 강화하는 것처럼 보인다고 전보를 보냈다. 그는 나중에 프라하 쿠데타와 베를린 봉쇄가 마셜 플랜의 초기 성공과 서방의 독립적인 서독 국가 추진 결정에 대한 "방어적인 반응"이라고 썼다. 이러한 관점은 트루먼의 반응을 펜타곤이 오랫동안 추진해 온 마셜 플랜과 재무장 프로그램을 팔기 위한 불가피한 위기를 포착한 것으로 본다.
마셜 자신의 반응은 "국제 문제에 관한 한, 체코슬로바키아에서 공산당이 권력을 장악하는 것은 지난 3년 동안 존재했던 상황을 실질적으로 바꾸지 않을 것"이라는 것이었다. 그가 3월 10일 자신의 경제 지원 계획을 홍보하기 위해 기자 회견을 열고 있을 때조차 CIA는 "우리는 이 사건이 소련 역량의 갑작스러운 증가, 더 공격적인 의도, 또는 현재 소련 정책이나 전술의 어떤 변화를 반영한다고 믿지 않는다... 체코 쿠데타와 핀란드에 대한 요구는... 소련이 서방과의 관계 개선을 시도할 가능성을 배제하지 않는다"고 보고했지만, 행정부는 다른 길을 택했다.
3월 2일, 로스코 힐렌쾨터 CIA 국장 역시 트루먼에게 "체코슬로바키아 쿠데타 시기는 비공산주의자들이 경찰에 대한 공산주의자 통제를 위협하는 조치를 취했을 때 크렘린이 강요받은 것이다. 5월 선거에서 공산주의자들이 승리하는 것은 그러한 통제 없이는 불가능했을 것"이라고 편지를 썼다.

### 이탈리아와 프랑스
이탈리아에서는 4월 18일에 총선이 예정되어 있었고, 공산당이 장악한 인민민주전선은 승리할 가능성이 높았다. 체코 쿠데타 이후 서방 세계를 휩쓴 히스테리와 불길함 속에서 이탈리아에서도 유사한 전술이 사용될 수 있으며, 이탈리아 시민은 투표할 기회조차 얻지 못할 수 있다는 결론이 내려졌다. 어니스트 베빈 영국 외무장관과 영국 내각은 이탈리아 좌파의 양대 정당 간의 협력을 거의 종말론적인 시각으로 보았고, 이탈리아 공산당 (PCI)이 권력을 잡으면 사회주의자의 완화적인 영향을 주변화할 것이라고 믿었다. 베빈은 즉시 이탈리아에서 "민주적 사회주의의 힘"을 강화해야 하며, 기독교민주당의 모든 단점에도 불구하고 영국이 그들을 지지해야 한다고 결론 내렸다.
베빈은 PCI가 노동 조합 운동에서 지배적인 위치를 이용하여 마셜 플랜의 성공을 방해할 뿐만 아니라 체코슬로바키아에서처럼 공장 행동 위원회를 통해 이탈리아 정부를 전복시키기 위한 산업적 불안을 조직할 수 있는 능력에 특히 경각심을 느꼈다. 이탈리아 외무장관은 쿠데타 시점에 대한 경악에도 불구하고 낙관적인 태도를 유지했으며, (이탈리아를 "가장 시급한 위험 지점"으로 보았던) 베빈에게 군대와 경찰의 상태가 매우 좋으며 쿠데타가 사회주의자들로부터 흔들리는 유권자들을 멀어지게 하는 부정적인 영향을 미칠 것이라고 확신시켰다.
이것은 이탈리아의 공산주의 및 사회주의 지도자들이 체코 쿠데타를 민주주의의 승리로 옹호하며, 시민권 침해가 서방 제국주의(즉, 미국) 이익이 제기한 반동적 위협에 대한 필요하고 정당한 대응이었다고 합리화했을 때 관찰되었다. 이러한 담론은 전선의 신뢰성을 손상시키고 중도파 약속을 약화시켰을 가능성이 높다. 케넌은 PCI를 불법화하고 내전 가능성이 높을 경우 미국이 군사적으로 개입해야 한다고 전보를 보냈지만, 그는 신속하게 자신의 입장을 완화했다.
로마 주재 미국 대사는 쿠데타가 자신들이 이길 편이라고 생각하는 쪽에 편승하려는 유권자를 부추길 것이며, 프라하 사건이 아마도 PCI의 위신을 높여 "일반적으로 기회주의적인 이탈리아인들의 정치를 공산주의 대열로 이끌 것"이라고 우려했다. 그러나 쿠데타는 많은 유권자들이 기독교 민주당에 투표하고 좌파가 패배하는 여러 요인 중 하나였다. 스탈린은 체코 쿠데타 이후 미국이 군사적으로 움직이지 않았다는 사실에 만족했고 전쟁을 유발하고 싶지 않았기에 이탈리아를 서방 국가로 간주하며 결과를 존중했다.
프랑스에서도 흥미로운 정치적 흐름이 시작되었다. 미국은 여전히 프랑스 정부에게 독일 재활을 지지하도록 압력을 가하고 있었다. 쿠데타 이후 조르주 비도 외무장관은 반독 감정을 자극하여 프랑스 공산당 (PCF)이 이를 이용하여 자체적으로 쿠데타를 일으킬 수 있다는 것을 두려워했다. 동시에 쿠데타는 PCF 지도자 모리스 토레즈의 입장을 명확히 했는데, 그의 공개 발언은 소련 침공 시 붉은 군대를 지지할 것임을 시사했다.
체코 쿠데타, PCF의 실패한 방해 정책, 마셜 플랜의 통과 가능성은 모두 프랑스 여론을 흔들기 시작했다. 이제 프랑스인의 70%가 미국이 다른 어떤 나라보다 프랑스를 돕기 위해 더 많은 일을 할 것이라고 믿었고, 소련이 더 많이 할 것이라고 생각하는 사람은 7%에 불과했다. 독일에 대한 프랑스의 우려에도 불구하고 소련의 위협이 독일보다 더 크다는 것이 점점 더 분명해지고 있었다. 프랑스는 여전히 독일에 대해 유리한 위치를 추구하겠지만, 전후 유럽의 일부로서 재활된 독일의 전망에 화해하고 있었다.
마셜 플랜의 통과와 더불어 체코 쿠데타가 미국 외교 정책에 미친 또 다른 광범위한 영향은 서방 방위 연합에 대한 베빈의 요구에 귀 기울이는 것이었다. 그는 1947년 12월 런던에서 열린 외무장관 회의가 회복 불가능하게 결렬된 이후에도 트루먼 행정부가 서유럽과의 명확하고 구속력 있는 동맹을 받아들이기를 꺼려한다는 것을 발견했다. 마셜은 12월 17일 베빈과의 논의에서 그 아이디어를 받아들일 준비가 되지 않았다.
2월 26일, 베빈은 또 다시 또 다른 체코슬로바키아를 막는 가장 좋은 방법은 공동 서방 군사 전략을 발전시키는 것이라고 재차 강조했으며, 이번에는 특히 이탈리아에 대한 미국의 불안감을 고려할 때 더 수용적인 반응을 얻었다. 그해 봄, 유럽 지도자들은 펜타곤에서 마셜의 명령 하에 미국 국방, 군사, 외교 관계자들과 조용히 회의를 가졌고, 새롭고 전례 없는 상호 방위 협력의 틀을 모색했다. 이듬해 이러한 회담을 통해 궁극적으로 NATO가 탄생하게 된다.

## 같이 보기
- 가이다 사건

## 참고 문헌
- Behrman, Greg. The Most Noble Adventure: The Marshall Plan and the Time When America Helped Save Europe. 사이먼 & 슈스터, 2007, ISBN 0-7432-8263-9.
- Blaive, Muriel, "The Danger of Over-Interpreting Dissident Writing in the West: Communist Terror in Czechoslovakia, 1948–1968", in Friederike Kind-Kovács and Jessie Labov (eds.), Samizdat, Tamizdat, and Beyond: Transnational Media During and After Socialism. Berghahn Books, 2013, ISBN 978-0-857-45586-4.
- Cabada, Ladislav and Waisová, Šárka. Czechoslovakia and the Czech Republic in World Politics. Lexington Books, 2011, ISBN 0-7391-6734-0.
- Europa Publications Limited. Eastern Europe and the Commonwealth of Independent States, Volume 4. 라우틀리지, 1999, ISBN 1-85743-058-1.
- Grenville, John Ashley Soames. A History of the World from the 20th to the 21st Century. 라우틀리지, 2005, ISBN 0-415-28954-8.
- Grogin, Robert C. Natural Enemies: The United States and the Soviet Union in the Cold War, 1917–1991. Lexington Books, 2001, ISBN 0-7391-0160-9.
- Hochman, Jiří (1998). 《Historical dictionary of the Czech State》. Lanham, Md: Scarecrow Press. ISBN 9780810833388.
- Hixson, Walter L. George F. Kennan: Cold War Iconoclast. 콜럼비아 대학교 출판부, 1989, ISBN 0-231-06895-6.
- Hunter, Allen. Rethinking the Cold War. 템플 대학교 출판부, 1998, ISBN 1-56639-562-3.
- Kaplan, Morton A. Macropolitics: Essays on the Philosophy & Science of Politics. Transaction Publishers, 1969, ISBN 0-2023-6716-9.
- Killingsworth, Matt. Civil Society in Communist Eastern Europe. ECPR Press, 2012, ISBN 1-9073-0127-5.
- Koester, Otto. Seeing Babies in a New Light: the Life of Hanuš Papoušek. 라우틀리지, 2005, ISBN 0-8058-4270-5.
- Kofsky, Frank. Harry S. Truman and the War Scare of 1948: A Successful Campaign to Deceive the Nation. 팰그레이브 맥밀런, 1995, ISBN 0-312-12329-9
- Korbel, Josef. The Communist Subversion of Czechoslovakia, 1938–1948: The Failure of Co-existence (1959).
- Lonsdale, Kathleen Is Peace Possible?. 펭귄 북스, 1957.[{{{설명}}}]
- Lukes, Igor. "The 1948 Coup d'État in Prague through the Eyes of the American Embassy." Diplomacy & Statecraft 22.3 (2011): 431–449.
- Matthias, Willard C. America's Strategic Blunders: Intelligence Analysis and National Security Policy, 1936–1991. 펜실베이니아 주립 대학교 출판부, 2003, ISBN 0-271-02290-6.
- Offner, Arnold A. Another Such Victory: President Truman and the Cold War, 1945–1953. 스탠퍼드 대학교 출판부, 2002, ISBN 0-8047-4774-1.
- Pedaliu, Effie G. H. Britain, Italy, and the Origins of the Cold War. Palgrave Macmillan, 2003, ISBN 0-333-97380-1.
- Saxonberg, Steven. The Fall: A Comparative Study of the End of Communism in Czechoslovakia, East Germany, Hungary and Poland. 라우틀리지, 2001, ISBN 90-5823-097-X.
- Skroug, Kenneth N. Czechoslovakia's Lost Fight for Freedom, 1967–1969. Greenwood Publishing Group, 1999, ISBN 0-275-96622-4.
- Smetana, Vít. "The US “Loss” of Czechoslovakia: On the Edge of Historical Truth." Journal of Cold War Studies 17.3 (2015): 220–226.
- Steel Ronald. Walter Lippmann and the American Century. Transaction Publishers, 1999, ISBN 0-7658-0464-6.
- Taborsky, Edward. Communism in Czechoslovakia, 1948–1960 Princeton University Press, 1961.
- Thies, Wallace J. Friendly Rivals: Bargaining and Burden-Shifting in NATO. M.E. Sharpe, 2002, ISBN 0-7656-1017-5.
- Ventresca, Robert. From Fascism to Democracy: Culture and Politics in the Italian Election of 1948. 토론토 대학교 출판부, 2004, ISBN 0-8020-8768-X.
- Vertzberger, Yaacov. Risk Taking and Decisionmaking: Foreign Military Intervention Decisions. 스탠퍼드 대학교 출판부, 1998, ISBN 0-8047-2747-5 {{isbn}}의 변수 오류: 유효하지 않은 ISBN..
- Waller, Michael. The End of the Communist Power Monopoly. Manchester University Press ND, 1993, ISBN 0-7190-3819-7.

## 추가 읽기
- Kaplan, Karel. Pět kapitol o Únoru. Brno: Doplněk, 1997, ISBN 80-85765-73-X.
- Wójtowicz, Norbert. ''Nástup komunistickej diktatúry v Československu z pohľadu Poľska'', [in:] ''Február 1948 a Slovensko (Zborník z vedeckej konferencie, Bratislava 14. – 15. február 2008)'', red. Ondrej Podolec, Bratislava: Ústav pamäti národa, 2008, p. 63-83.
- Wójtowicz, Norbert. ''Przewrót komunistyczny w Czechosłowacji 1948 roku widziany z polskiej perspektywy'', Warszawa: Instytut Pamięci Narodowej, 2021, 368 pp., ISBN 978-83-8229-162-9